# Lukas Mraz
Lukas Mraz (* 24. Juli 1990) ist ein österreichischer Koch und Gastronom.

## Leben
Mraz ist ein Sohn des Koches Markus Mraz und wuchs gemeinsam mit seinem Bruder nach der Trennung der Eltern bei diesem auf. Bereits sein Urgroßvater betrieb ein Wiener Kaffeehaus, sein Großvater ein Beisl. Von Kindesbeinen an erledigte er Hilfstätigkeiten für seinen Vater in dessen Restaurant. 
Nach seiner Ausbildung an der Gastronomiefachschule Wien lernte er bei Jean-Georges Klein im L’Arnsbourg in Baerenthal in Lothringen und kochte anschließend bei Jonnie Boer im niederländischen Zwolle. Dann war er im Restaurant Vendôme bei Joachim Wissler in Bergisch Gladbach tätig und zweieinhalb Jahre als Küchenchef in der Berliner Weinbar Cordobar seines Landsmannes Gerhard Retter.
Seit 2017 ist er mit seinem Vater Küchenchef im Wiener Restaurant Mraz und Sohn, das seit 2016 mit zwei Michelinsternen ausgezeichnet wird. Sein Bruder ist Serviceleiter; das Restaurant wurde von seinem Großvater gegründet.

## TV-Auftritte
Im Jahr 2018 war Mraz in der Sendung Knife Fight Club als Duellant zu Gast und ging im Kochduell mit Sascha Stemberg als Sieger hervor. Im Frühjahr 2019 war er als Duellant von Tim Mälzer in der 4. Staffel von Kitchen Impossible zu sehen, wobei er auch hier siegreich aus dem Duell hervorging.
2020 war er erneut in 2 Folgen der Sendung zu sehen, dieses Mal an Seiten seines Vaters, als Originalköche einer an Christoph Kunz gestellten Aufgabe und in der Folge mit Gegner Jan Hartwig. Zudem ist er in einer Folge der zweiten Staffel Ready to beef! im Duell mit Alexander Herrmann zu sehen.
Nachdem er auch am so genannten Team Duell in Staffel 7 an Seiten von Philip Rachinger und Felix Schellhorn gegen Mälzer und Sepp Schellhorn zu sehen war, kehrte er im Staffelfinale der 9. Staffel zu Kitchen Impossible 2024 zurück, wo er sich gemeinsam mit Juan Amador und Mälzer in der „Best-Friends-Edition“ duellierte und gewann.

## Links
- mrazundsohn.at